# 津田恵
津田 恵（つだ めぐみ、1985年4月11日 - ）は、日本の女優。東京都出身。
BSブランチ第2期レギュラー。CM、グラビア、バラエティー番組、舞台で活動。